# Breitbandpsychopharmaka
Als Breitbandpsychopharmaka werden die Neuroleptika Sulpirid und Quetiapin bezeichnet. Beide wirken sowohl bei Erkrankungen aus dem schizophrenen Formenkreis als auch bei Depressionen. Auch der Tranquilizer Alprazolam verfügt über ein großes Wirkungsspektrum: Er wirkt sowohl anxiolytisch als auch antidepressiv.
Das Antidepressivum Opipramol wirkt mäßig anxiolytisch und antidepressiv.